# Distrikt Huarocondo
Der Distrikt Huarocondo liegt in der Provinz Anta in der Region Cusco in Südzentral-Peru. Der Distrikt wurde am 14. November 1896 gegründet. Er hat eine Fläche von 221 km². Beim Zensus 2017 wurden 4865 Einwohner gezählt. Im Jahr 1993 lag die Einwohnerzahl bei 6032, im Jahr 2007 bei 5719. Sitz der Distriktverwaltung ist die auf einer Höhe von 3353 m gelegene Kleinstadt Huarocondo mit 2469 Einwohnern (Stand 2017). Huarocondo liegt 8 km nordwestlich der Provinzhauptstadt Anta.

## Geographische Lage
Der Distrikt Huarocondo liegt im zentralen Norden der Provinz Anta. Im Westen befindet sich die Cordillera Vilcanota mit den Gipfeln Moyoc (5173 m) und Huayanay (5362 m). Der Río Huarocondo, ein Nebenfluss des Río Urubamba, durchquert den Osten des Distrikts in nördlicher Richtung.
Der Distrikt Huarocondo grenzt im Südwesten an die Distrikte Zurite, Ancahuasi und Limatambo, im Norden an die Distrikte Ollantaytambo und Maras (beide in der Provinz Urubamba) sowie im Südosten an den Distrikt Anta.

## Geboren im Distrikt Huarocondo
- Hilaria Supa Huamán (* 1957), peruanische Quechua-Bäuerin, Menschenrechtsaktivistin, Frauenrechtlerin und Politikerin